# Shelley Lubben
Shelley Lubben (Pasadena, 18 maggio 1968 – Springville, 9 febbraio 2019) è stata un'attrice pornografica e attivista statunitense.

## Biografia
Shelley Lubben, nell'ambiente cinematografico per adulti, era conosciuta come Roxy. Dopo aver lasciato l'industria del sesso, la Lubben si convertì al Cristianesimo e diventò un'attivista anti-pornografia. A partire dal 2012, fu il direttore esecutivo della Pink Cross Foundation, che si rivolge a donne e uomini che lavorano nella pornografia offrendo loro assistenza per abbandonare questo settore, e attraverso forum pubblici informa delle condizioni di lavoro pericolose da lei sperimentate nel settore del porno.
In un'intervista con Howard Stern e Deseret News, la Lubben dichiarò che quando aveva nove anni, un fratello e una sorella avevano abusato sessualmente di lei. Si prostituì dall'età di 18 anni fino ai 26. Durante questo periodo, uno dei suoi clienti la mise incinta e lei dette alla luce una figlia.

### Il periodo del porno
Entrò nell'industria cinematografica per adulti a 24 anni, quando ancora faceva la prostituta. Proprio in questo periodo lei contrasse un herpes e l'HPV, che portò al cancro del collo dell'utero. Durante e dopo la sua vita nell'industria del sesso, dovette combattere contro la dipendenza da alcol e droga. La carriera pornografica durò solo due anni (1993-94), con circa 15 film hard.

### The Pink Cross Foundation
Nel 2005, Shelley Lubben avviò una campagna online, utilizzando i social network contro l'industria del sesso. Nel 2008, creò un'organizzazione chiamata The Pink Cross Foundation. Il gruppo si concentra sulla sensibilizzazione delle persone che operano nel settore del porno, in particolare attori ed attrici, e offre supporto a coloro che desiderano lasciare il settore. L'organizzazione offre un forum di supporto online per le persone che sono dipendenti da droghe, sesso e pornografia. La Pink Cross Foundation mostra quello che l'industria del porno è realmente e apre alle porno star nuovi orizzonti al di fuori dell'industria del sesso. Molte attrici e molti attori hanno lasciato l'industria a luci rosse attraverso la Pink Cross Foundation.

### Apparizioni sui media
Shelley Lubben è apparsa in vari media internazionali, tra cui radio, televisione e cinema. Una panoramica della sua vita è stata descritta nei documentari Traffic Control e Out of the Darkness, l'ultimo dei quali è stato scelto per essere il film di apertura del John Paul II Film Festival 2011. Nel gennaio 2013, l'artista e modello svizzero Patrick Nuo affermò che la Lubben lo aveva aiutato ad affrontare la sua dipendenza dalla pornografia. Nel giugno 2012, la Lubben ha condiviso la sua storia di vita in Slovacchia sui media locali. A partire dal 2012, presentò le sue esperienze personali nel cinema per adulti in forum pubblici, parlando del processo di recupero e degli effetti emotivi, mentali e fisici della pornografia sugli attori e sulle attrici. Nel febbraio del 2011 tenne una conferenza all'Università di Cambridge, dove presentò gli effetti nocivi della pornografia.

## Libri
- Truth Behind the Fantasy of Porn: The Greatest Illusion on Earth, CreateSpace, 2010, ISBN 9781453860076, OCLC 711803544.